# Himbeerstein
Himbeerstein är ett berg i Österrike.   Det ligger i distriktet Liezen och förbundslandet Steiermark, i den centrala delen av landet, 150 km sydväst om huvudstaden Wien. Toppen på Himbeerstein är 712 meter över havet.
Terrängen runt Himbeerstein är bergig österut, men västerut är den kuperad. Närmaste större samhälle är Trieben, 12,2 km söder om Himbeerstein. 
I omgivningarna runt Himbeerstein växer i huvudsak blandskog. Runt Himbeerstein är det ganska glesbefolkat, med 25 invånare per kvadratkilometer.